# Sua Estupidez
"Sua Estupidez" é uma canção do cantor e compositor brasileiro Roberto Carlos, lançada em 1969 no álbum Roberto Carlos.

## Histórico
Um dos maiores destaques do álbum de 1969 de Roberto Carlos, "Sua Estupidez" é uma das canções mais famosas do artista. Com influências da soul music estadunidense, Sua Estupidez marca um período de transição do cantor, do repertório juvenil da Jovem Guarda à música romântica.
Em uma entrevista, Roberto Carlos diz que a letra era "um grito de alerta às pessoas que amam, mas vivem infelizes porque dão muito valor a detalhes insignificantes." Na mesma entrevista, ele revela que a letra foi composta em uma manhã após uma noite chuvosa. "Acordei um pouco cansado de tudo, das coisas inúteis que passam a ser importantes para quem não entende nada do valor dos sentimentos. É horrível conviver com gente "emburrecida" por qualquer coisinha."
No livro "Roberto Carlos Em Detalhes", do historiador Paulo Cesar de Araújo, ainda foi revelado que a canção era um recado direto para Cleonice Rossi Martinelli, então esposa do cantor. Seus versos já anteviam o fim do matrimônio de Roberto e Nice, embora isso só viesse a ocorrer no final da década de 1970.

## Crítica
Para Lorraine Leu, a canção que combina "uma expressão do sonho e do desejo com petulância juvenil" e sua letra "está cheio de redundâncias de expressão coloquial e prestam-se soberbamente com a naturalidade e clareza de estilo vocal de Carlos". Já Nelson Motta diz que Sua Estupidez é a "melhor criação, de maior impacto" da carreira de Roberto Carlos no final da década de 1960.

## Versão de Gal Costa
Em 1971, a Gal Costa regravou a canção para um compacto simples, que se tornou um grande sucesso comercial. Além disso, a versão da cantora baiana sintetiza a agressividade e os desencontros sugeridos na letra.
Ainda naquele mesmo ano, uma nova versão foi gravada para seu álbum ao vivo "Fa-Tal - Gal A Todo Vapor". Uma terceira versão de Gal foi lançada em 1997, no álbum acústico da cantora baiana.

## Outras versões
- 1988 - Ná Ozzetti para o álbum de estúdio Ná Ozzetti.
- 1994 - Paulo Miklos para o álbum-tributo Rei.
- 2005 - Daniela Mercury e Vânia Abreu para o álbum ao vivo Clássica.
- 2009 - Alcione para o álbum Elas Cantam Roberto Carlos
- 2014 - Sophie Charlotte para a novela O Rebu e, posteriormente, em dueto com Roberto Carlos em seu especial de fim de ano.